# Académie Sadky

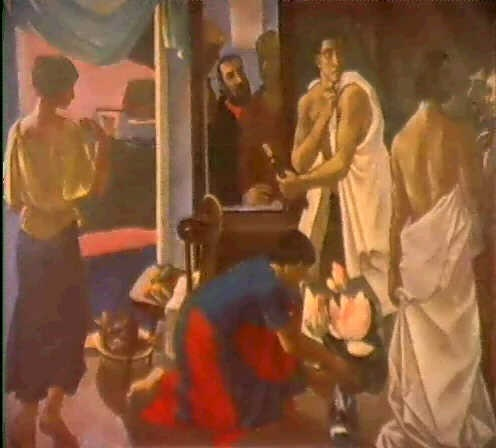
L'Académie Sadky par Alexander Khanine, huile sur toile (170 x 232 cm). Collection privée.

L'Académie Sadky (en russe : Aкадемия садки) est un cercle artistique russe fondé en 1971 à Orenbourg (Union soviétique) par Guennadi Glakhteev et Vassili Frolenko.

## Historique

### Deuxième vague de l'Avant-garde russe
La formation du groupe d'artistes russes « Académie Sadky » (ou Sadki) en URSS au début des années 1970 a constitué un moment charnière, influençant de manière significative le développement du mouvement d'avant-garde d'Orenbourg. Ce dernier, qui appartient à ce qu'il est convenu d'appeler aujourd'hui la « seconde vague » de l'avant-garde russe, est un domaine relativement peu étudié de l'histoire de l'art russe contemporain, contrairement à la première vague plus connue et qui couvre quant à elle une période allant de 1890 jusqu'à 1930.

### Origines
L'histoire du groupe commence en 1971, lorsque, à la «Dacha académique» près de Vyshny Volochko-Morenburzh, les résidents Gennadi Glakhteev et Vasily Frolenko rencontrent deux artistes de Karachayevsk , Anton Vlasenko et Vladislav Eremenko, qui les invitent chez eux pour travailler en plein air.

Entrée dans le village de Sadky (Kraï de Krasnodar au bord de la mer d'Azov), berceau de l'avant garde d'Orenbourg (source: Google map)

Par après, le village de pêcheurs de Sadky, sur le territoire de Krasnodar au bord de la mer d'Azov, devint le lieu de rendez-vous des peintres d'Orenbourg pendant de nombreuses années. Réunis autour de Glakhteev et unis par le même anticonformisme, tous les artistes en contact avec l'Académie Sadky la considèrent comme un atelier d'esprit, de quêtes picturales, plastiques et philosophiques. Ils ne se contentent pas d'y peindre des esquisses, mais montent aussi des spectacles sur Rembrandt, Chagall ou encore Raphaël, donnaient des conférences sur l'art et organisent des débats philosophiques.

### Reconnaissance internationale
Les artistes de l'Académie Sadky ont d'abord eu du mal à se faire reconnaître en Russie, exposant plus fréquemment à l'étranger. Leur travail a attiré l'attention de la communauté artistique internationale en 1991 lorsque plusieurs oeuvres ont été présentées à la vente aux enchères de l'hôtel Drouot à Paris (France), sous le titre "Les peintres de l'Oural - Art Underground".

### Évènements récents
Une exposition de l'Académie Sadky s'est tenue le 7 juin 2024 à la galerie d'art « Na Pushkinskaya » à Orenbourg (Fédération de Russie). Plusieurs œuvres de Guennadi Glakhteev, Vladislav Eremenko, Anton Vlassenko, Valéry Gazoukine, Irina Makarova, Alexander Khanine, Galina Rezanova, Igor Smekalov et Marina Boussalaïeva y ont été exposées.

## Style et valeurs artistiques
Accusés à plusieurs reprises de formalisme et opposés à la doctrine artistique soviétique, les artistes d'avant-garde d'Orenbourg ont pris leurs distances avec le réalisme socialiste et le postmodernisme. La critique officielle évoque même à leur propos un "art de catacombes exécuté dans des caves" ou "des apprentis inconnus des autorités". On tente de les exclure de l'Union des peintres de l'URSS et de leur retirer leurs ateliers, mais ils restent fidèles à leurs principes et ont toujours rejeté la représentation des "réalités sociales", ne s'intéressant qu'à la peinture "pure". Leur art privilégie les valeurs universelles et artistiques par rapport aux thèmes sociopolitiques contemporains, en s'inspirant des traditions de l'avant-garde du début du XXe siècle. Le but de leur travail était le désir ambitieux de « comprendre la réalité non seulement de manière figurative, mais aussi philosophiquement » (G. Glakhteev).

## Membres du mouvement
La réputation de l'école d'Orenbourg et de l'Académie Sadky repose sur quelques figures clés telles que Guennadi Glakhteev, Valéry Gazoukine, Irina Makarova et Alexandre Khanine et sur leurs contributions individuelles et leurs approches artistiques spécifiques. D'autres artistes comme Iouri Iakovlevitch Guilev et Sergueï Fazoutov, bien qu'ayant travaillé en dehors du groupe, y ont également joué un rôle. Le groupe comprend notamment:
- Guennadi Glakhteev
- Anton Vlassenko
- Vladislav Eremenko
- Vassili Frolenko
- Valéry Gazoukine
- Irina Makarova
- Viktor Nepyanoy
- Nikolaï Rybnov
- Alexander Khanine
- Igor Smekalov